# Спрінг-Парк (Міннесота)
Спрінг-Парк (англ. Spring Park) — місто (англ. city) в окрузі Ганнепін, штат Міннесота, США. Населення — 1669 осіб (2010).

## Географія
Спрінг-Парк розташоване за координатами 44°56′13″ пн. ш. 93°37′51″ зх. д. / 44.93694° пн. ш. 93.63083° зх. д. (44.936941, -93.630699). За даними Бюро перепису населення США 2010 року місто мало площу 1,59 км², з яких 0,92 км² — суходіл та 0,67 км² — водні об'єкти. В 2017 році площа становила 1,07 км², з яких 0,91 км² — суходіл та 0,16 км² — водні об'єкти.

## Демографія
Згідно з переписом 2010 року, у місті мешкало 1669 осіб у 897 домогосподарствах у складі 314 родин. Густота населення становила 1050 осіб/км².  Було 1072 помешкання (675/км²).
Расовий склад населення:
| - 94,1 % — білих - 2,6 % — азіатів - 2,0 % — чорних або афроамериканців - 0,1 % — корінних американців |

До двох чи більше рас належало 1,0 %. Частка іспаномовних становила 1,4 % від усіх жителів.
За віковим діапазоном населення розподілялося таким чином: 13,1 % — особи молодші 18 років, 56,8 % — особи у віці 18—64 років, 30,1 % — особи у віці 65 років та старші. Медіана віку мешканця становила 49,2 року. На 100 осіб жіночої статі у місті припадало 86,7 чоловіків;  на 100 жінок у віці від 18 років та старших — 83,7 чоловіків також старших 18 років.
Середній дохід на одне домашнє господарство  становив 70 419 доларів США (медіана — 47 235), а середній дохід на одну сім'ю — 86 453 долари (медіана — 60 927). За межею бідності перебувало 9,0 % осіб, у тому числі 14,0 % дітей у віці до 18 років та 6,4 % осіб у віці 65 років та старших.
Цивільне працевлаштоване населення становило 777 осіб. Основні галузі зайнятості: освіта, охорона здоров'я та соціальна допомога — 22,4 %, виробництво — 16,0 %, роздрібна торгівля — 13,8 %, науковці, спеціалісти, менеджери — 12,2 %.